# کوری گیبس
کوری گیبس (هلندی: Cory Gibbs؛ زادهٔ ۱۴ ژانویهٔ ۱۹۸۰) یک بازیکن فوتبال اهل ایالات متحده آمریکا است.
وی همچنین در تیم ملی فوتبال ایالات متحده آمریکا بازی کرده است.